# Wadd
Wadd (altsüdarabisch wd(-m) ‚Liebe‘; arabisch ود, DMG wadd) war ein bedeutender altsüdarabischer Mondgott.
Neben einzelnen Nennungen aus Saba wird er hauptsächlich in Ma'in erwähnt, wo er die Funktion des Reichsgottes innehatte. An Gebäuden und auf Amuletten findet sich die Formel: Wadd ʿāb (Wadd ist Vater). Auch in Ausan war Wadd offenbar Reichsgott, weshalb sich die ausanischen Könige als „Söhne des Wadd“ bezeichneten. Auch in weiten Teilen Nord- und Zentralarabiens wurde Wadd in vorislamischer Zeit verehrt. Im Koran wird Wadd in der Sure 71 als Gott genannt, der zur Zeit von Noah verehrt wurde.
Zwischen Ma'rib und Sirwah im Jemen lag zu Ehren des Gottes der um 700 v. Chr. erbaute Tempel Wadd Dhu-Masma' (DMG Wadd ḏū-Masmaʿ). Die heute anzutreffende Ruine fiel in den 1970er-Jahren Steinplünderungen zum Opfer, wobei auch die Pfeilerperistase vollständig verschwand.